# Plongée sous-marine en France

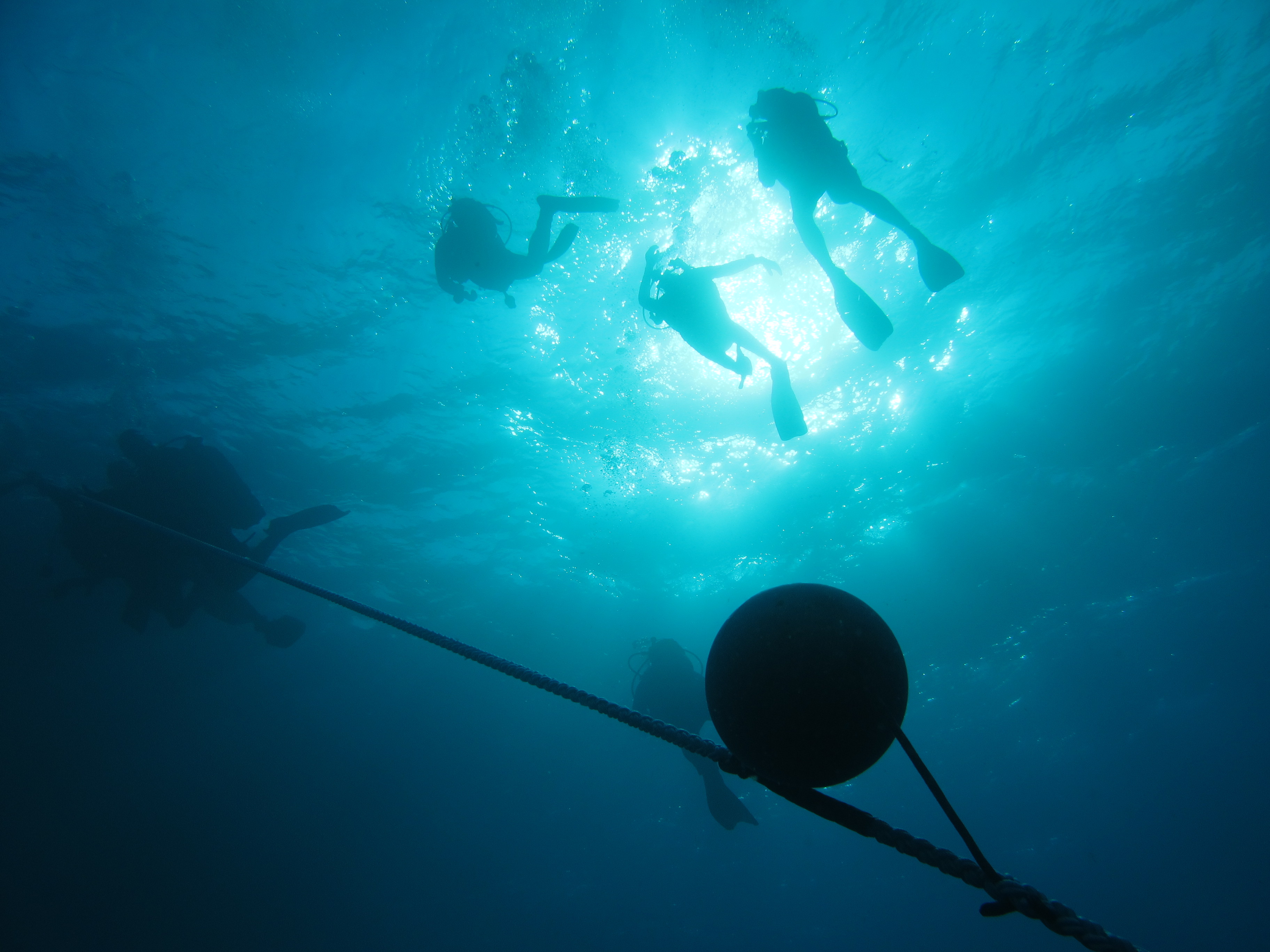
Plongeurs dans le Parc national de Port-Cros.

Cet article fournit diverses informations sur la plongée sous-marine en France. Si la plongée libre et la plongée en scaphandre autonome sont les activités plus pratiquées on retrouve également en France la plongée à l'aide d'un narguilé notamment pour les travaux en milieu hyperbare.

## Réglementation

### Dans les régions de métropole et d'outre-mer
Dans les structures commerciales ou associatives, la plongée sous-marine à l'aide d'un scaphandre autonome ou d'un narguilé est réglementée par le code du sport, successivement modifié par l'arrêté du 28 février 2008 qui ajoute les articles A.322-71 à A. 322-115 au code du sport, par l'arrêté 18 janvier 2010 relatif à l'accueil des moniteurs non titulaires d'une qualification professionnelle reconnue en France et par l'arrêté 18 juin 2010 modifiant notamment les conditions d'accueil des plongeurs titulaires de brevets ou titres délivrés par des organismes non reconnus directement dans le code du sport .

### En Polynésie française
Dans les structures commerciales ou associatives, la plongée sous-marine est réglementée par le code du sport de l'Assemblée de la Polynésie française via les délibérations n° 92-176 AT du 20 octobre 1992. Celui-ci donne les prérogatives différentes des prérogatives métropolitaines aux plongeurs titulaires d'un brevet ou titre reconnu entre autres :
- niveau 1 : espace d'évolution de 0 à 29 m encadré ;
- niveau 2 : espace d'évolution de 0 à 49 m encadré et 29 m en autonomie ;
- niveau 3 : espace d'évolution de 0 à 60 m encadré ou en autonomie.

De plus l'autonomie des détenteurs des brevets Open Water Diver de PADI, NAUI ou Scuba schools international (SSI) est reconnue avec une profondeur maximale de 18 m.

## Organismes
L'État a confié la pratique et l'enseignement de la plongée sous-marine à quatre organismes (ANMP, FFESSM, FSGT, SNMP), mais plusieurs autres existent et cohabitent: (NAUI, PADI, Scuba schools international (SSI)...)

## Nombre de plongeurs en France
Il est difficile d'estimer le nombre de plongeurs en France mais plusieurs entités s'y sont essayées. Les chiffres qui suivent prennent en compte tous les types de plongée (bouteille, apnée, chasse, sports sous marins pratiqués au sein de la FFESSM) :
- selon la FFESSM, en 2007, 260 000 personnes pratiquaient la plongée sous marine en été[6] ;
- selon Plongée magazine, le nombre de plongeurs français en 2010 est de 360 000 et en constante progression ; le nombre de licenciés à la FFESSM est quant à lui de 149 000, soit 41 % des pratiquants (total et proportion en baisse)[7].

## Réserves et parcs marins
- Étang de Thau
- Parc marin de Saziley
- Parc national des Calanques
- Parc national de Port-Cros
- Parc naturel marin d'Iroise
- Parc naturel marin de Mayotte
- Réserve Cousteau
- Réserve naturelle des Bouches de Bonifacio
- Réserve naturelle marine de La Réunion

## Sites de plongées

### Méditerranée

#### Var
Hyères — Île de Bagaud — Porquerolles — Port-Cros — Presqu'île de Giens — Saint-Cyr-sur-Mer — Sanary-sur-Mer — Îles d'Hyères

#### Bouches du Rhône
Calanque de Port d'Alon — La Ciotat — Île Verte (La Ciotat) — Calanques de Marseille — Île de Riou — Île Maîre — Île de Planier — Archipel du Frioul — Côte Bleue

#### Corse
Calvi — L'Île-Rousse — Îles Lavezzi — Réserve naturelle de Scandola

#### Autres
Île Sainte-Marguerite -- Îles de Lérins -- Banyuls-sur-Mer --  Cerbère (Pyrénées-Orientales) -- Collioure  -- Étang de Thau

### Atlantique
Belle-Île-en-Mer — Île-de-Bréhat — Chausey — Er Lannic — Archipel des Glénan — Golfe du Morbihan — Groix — Hendaye — Hoëdic — Houat — Île de Batz — Île de Ré — Île de Sein — Île d'Oléron — Île-aux-Moines — Mer d'Iroise — Île-Molène — Sept-Îles — Tatihou

### Outre-mer

#### Océan Indien
Mayotte — La Réunion — îles Kerguelen

#### Polynésie
Archipel des Tuamotu — Bora-Bora — Huahine — Îles Australes — Îles de la Société — Îles du Vent — Îles Gambier — Îles Loyauté — Îles Marquises — Îles Sous-le-Vent — Maré — Maupiti — Moorea  — Raiatea — Rangiroa — Rurutu — Tahaa — Tahiti

#### Nouvelle-Calédonie
Île des Pins — Îles Belep — Îles Chesterfield — Lifou — Ouvéa

#### Autre Océanie
Tiga — Wallis-et-Futuna

#### Antilles
Guadeloupe — Îles des Saintes — La Désirade — Marie-Galante — Martinique — Réserve Cousteau — Saint-Barthélemy — Saint-Martin — Saint-Pierre (Martinique) — Terre-de-Bas — Terre-de-Haut

### Lacs, carrières et rivières
Lac Léman, Lac d'Annecy, Carrière du Roussay, Carrière de La Graule, Carrière de Bécon-les-Granits

## Records de plongée en France
Le 5 juillet 2005, Pascal Bernabé a battu le record du monde de plongée autonome au large de Propriano (Corse-du-Sud) en atteignant 330 mètres.